# Kherei

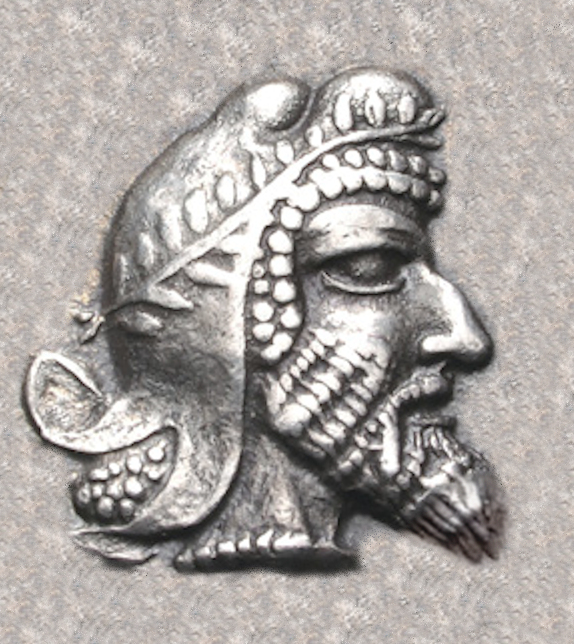
Retrato de Kherei, a partir de sus monedas. Lleva el tocado de sátrapa, decorado con una corona de laurel.

Kherei (circa 433-410 a. C., o circa 410-390 a. C.) fue un dinasta de Licia, gobernante de la zona de Janto, en una época en la que esta parte de Anatolia estaba sometida al Imperio aqueménida.
El conocimiento actual de Licia en el periodo de la Antigüedad clásica procede sobre todo de la arqueología, en la que esta región es excepcionalmente rica. Pudo haber sido el dinasta a quien se dedicó el Obelisco de Janto, donde se le menciona en múltiples lugares, aunque más probablemente podría tratarse de su predecesor Kheriga. Kherei pudo haber sido hermano de Kheriga, y le sucedió.

## Moneda
Kherei fue uno de los últimos gobernantes licios en acuñar moneda. Después de 360 a. C, la región de Licia fue tomada por el dinasta cario Mausolo.
El retrato de las monedas de Kherei muestra al dinasta con el tocado de sátrapa aqueménida.

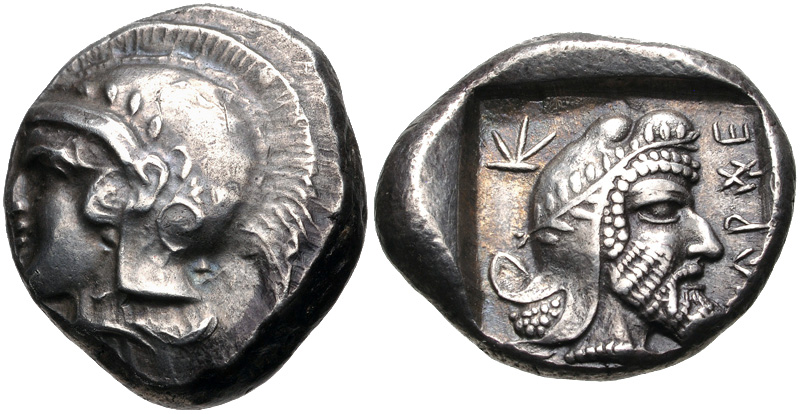
Moneda de Kherei. Circa 410-390 a. C. Anv: Cabeza de Atenea con casco. Rev: Cabeza de Kherei, portando tiara persa decorada con rama de laurel.
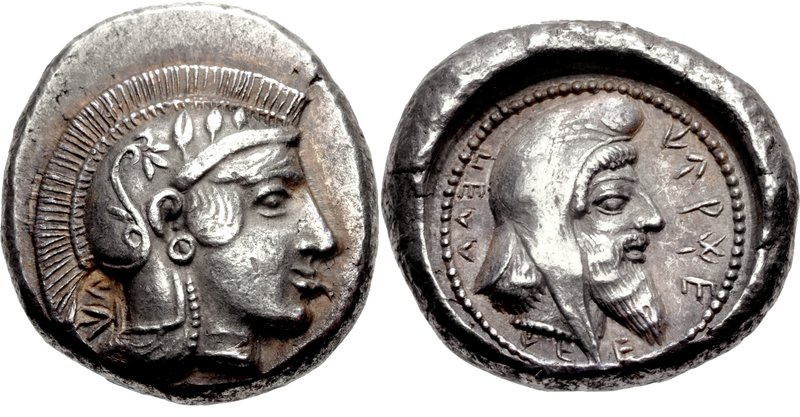
Moneda de Kherei. Circa 410-390 a. C.